# Alwina Gossauer

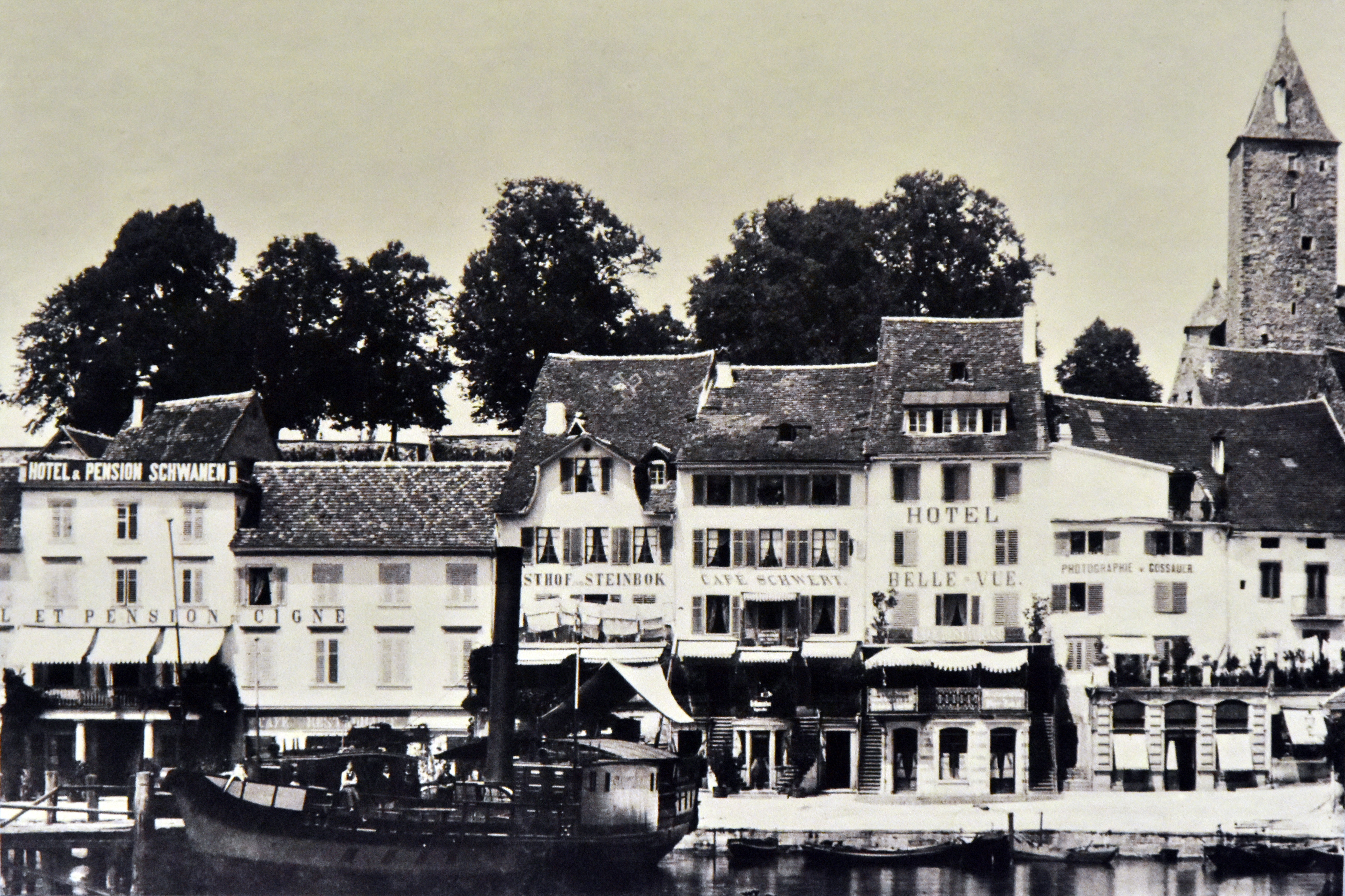
Première photo de l'atelier "Photographie A. Gossauer", prise par elle-même vers 1880. Se trouve, derrière le quai, en arrière-plan, la colline de Lindenhof et une tour du château de Rapperswil.

Alwina Gossauer (née le 1er janvier 1841 à Rapperswil et morte le 1er janvier 1926) est une photographe, une femme d'affaires et une féministe suisse. Elle est l'une des premières femmes photographes professionnelles en Suisse.

## Biographie

### Jeunesse et mariage
Alwina Gossauer est née à Rapperswil, où ses parents dirigent une entreprise et où elle a passé son enfance. À l'âge de 18 ans, Gossauer épouse Johann Kölla, qui exerce la profession de sellier. Ils s'installent à Zurich, et le mari apprend à faire des photographies. Ils installent dans le grenier de leur maison, dans le quartier de Napfgasse près de celui de Neumarkt, à Zurich, l'un des premiers studios de photographie de la ville. La même année, Johann Kölla est condamné à une peine d'un mois de prison, parce qu'il a photographié des femmes nues. Peu de temps après, la famille s'installe à Rapperswil où Kölla achète une auberge à la station de chemin de fer de la ville, et, de nouveau, met en place un studio de photographie. Alwina Gossauer apprend la photographie en travaillant dans l'atelier, et commence à photographier en 1865. En 1868, Kölla est condamné à dix-huit mois de prison et à 10 ans de bannissement du Canton de Saint-Gall pour avoir produit des billets de banque contrefaits. De la faillite de son mari, Alwina sauve une partie des biens ménagers, et surtout le précieux matériel photographique.

### Photographe et femmes d'affaires

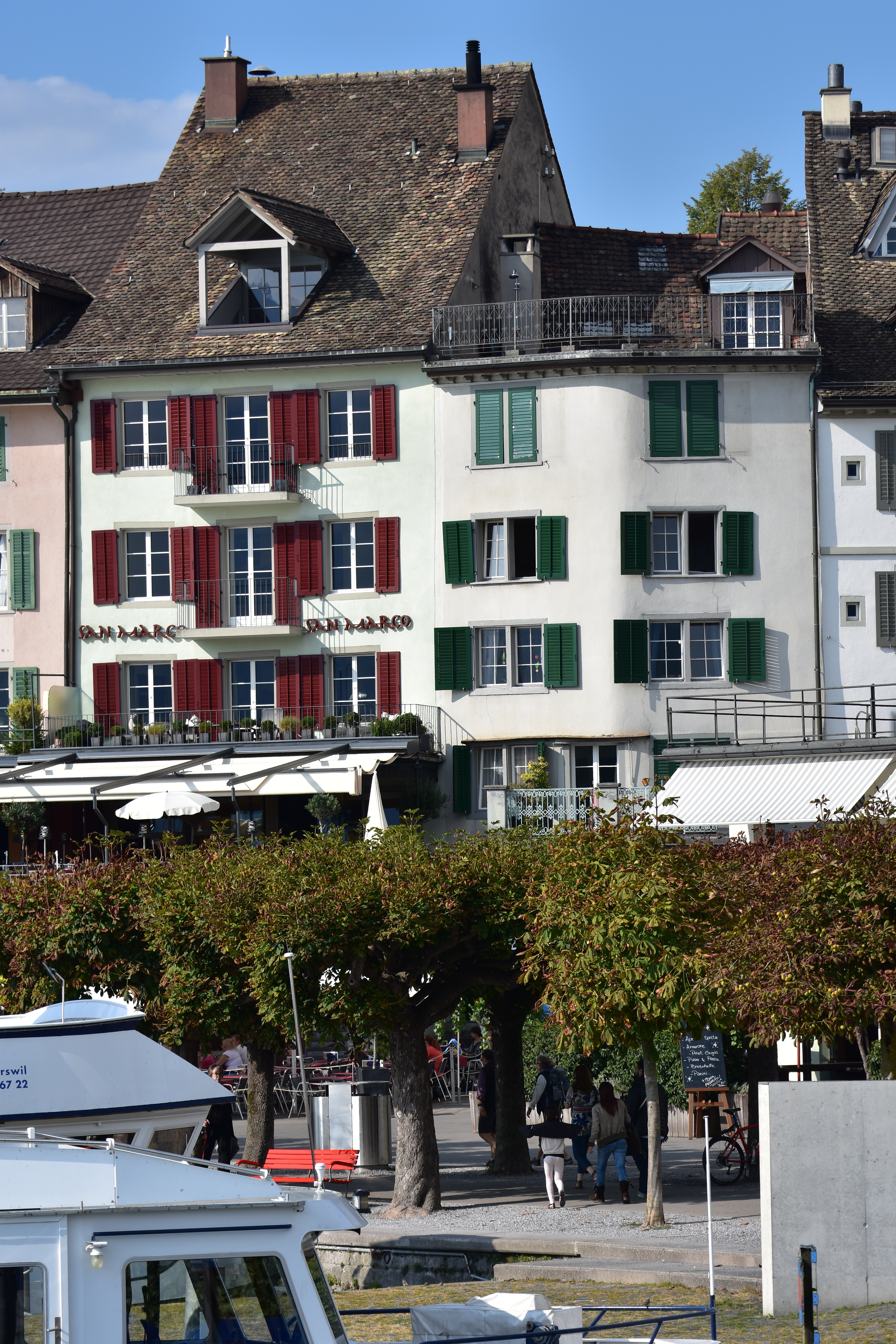
maison Kunstgüetli à Rapperswil, en septembre 2015.

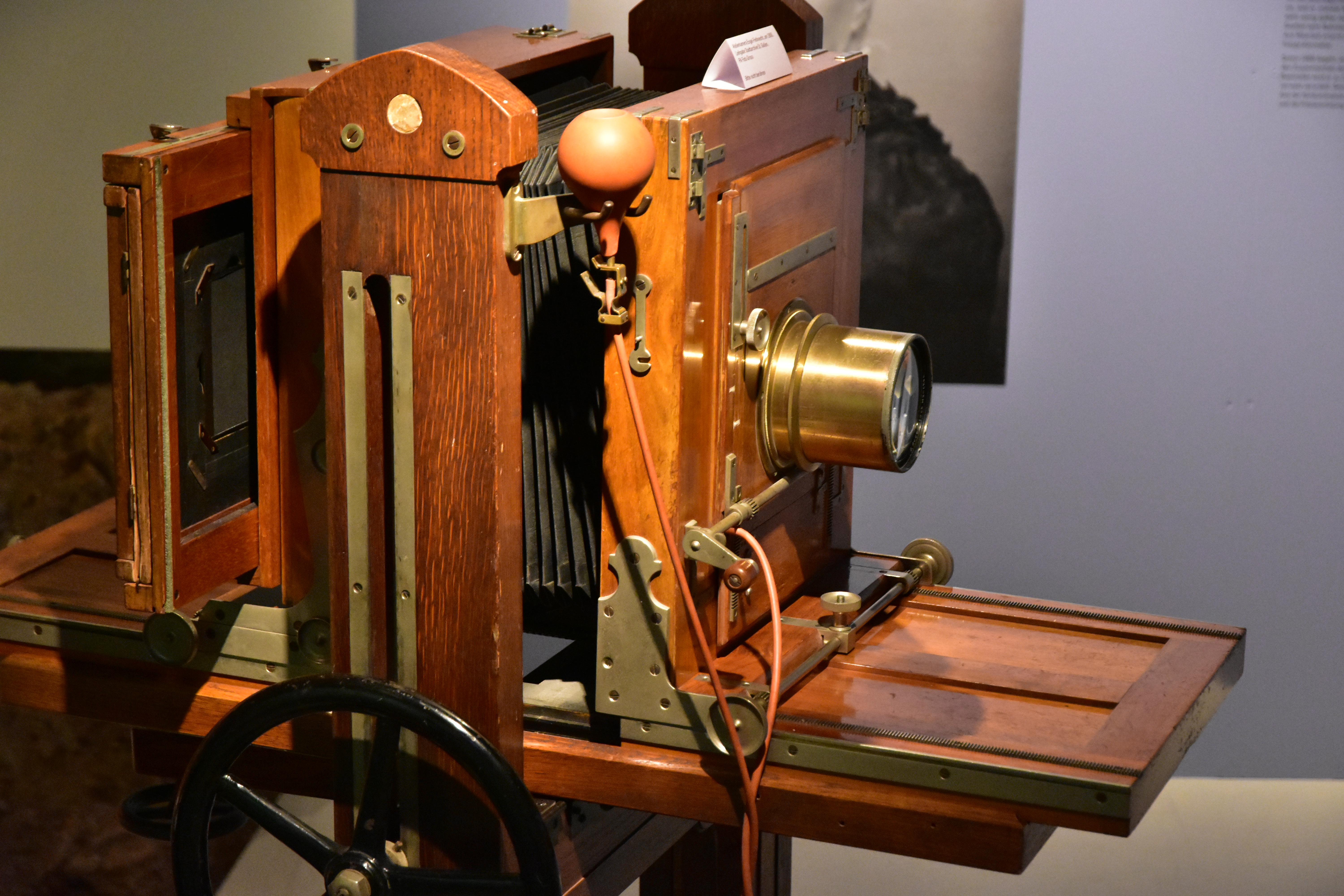
Une caméra de type Engel-Feitknecht utilisée par Gossauer autour de 1890.

Sous le nom d'Alwina Kölla-Gossauer, elle publie une annonce dans un journal, en juin 1868, annonçant la poursuite de l'exploitation de l'entreprise. Elle loue la maison Kunstgüetli sur le Seequai, à l'embarcadère de l'actuelle Zürichsee-Schiffahrtsgesellschaft (ZSG) probablement pour profiter de la circulation et de l'augmentation du tourisme dans le quartier. Là, elle crée le studio de photographie « Photographie A. Gossauer », utilisant son nom de jeune fille. La famille vit au premier étage, et sert les clients au rez-de-chaussée. À partir de ce moment, Alwina Gossauer dirige l'entreprise avec succès en tant que photographe indépendante et femme d'affaires, initialement sous le nom de son mari, Kölla. Sa production photographique est composée de portraits, de photographie de paysage et d'œuvres de commande pour des livres, des journaux et des magazines.
Après avoir purgé sa peine de prison, son mari essaye à nouveau d'exercer la profession de photographe, de l'autre côté de la Seedamm entre le quartier des hauteurs, et Zürichsee, où il crée un studio sur le bord du lac Richterswil, dans le Canton de Zürich, se conformant à ses dix ans d'expulsion du Canton de Saint-Gall. Sa femme lui prête du matériel photographique, mais leur relation se dégrade rapidement. En 1871, elle demande le divorce, contre de la volonté de son mari ; la cour tranche en sa faveur. Leurs cinq enfants qui ont entre un et onze ans, sont sous la garde maternelle, et Alwina Gossauer reprend son nom de jeune fille. Elle ajoute au passage, selon la coutume de l'époque, les mots « divorcé Koella » (en allemand : geschiedene Koella) après son nom. Kölla ne paye pas la pension alimentaire, et vend son studio et le matériel photographique prêté par sa femme. Elle le poursuit en vain devant les tribunaux. Pendant ce temps, Kölla « se fait rare », comme indiqué dans les dossiers de la cour, et migre finalement vers l'Amérique autour de 1868.
Dans les années 1870, le divorce coûte cher, et limite l'indépendance financière de Gossauer : comme il était d'usage à cette époque, un tuteur légal lui est affectée, et chaque contrat doit être confirmé par ce dernier. Néanmoins, dans ses rapports annuels, le gardien mentionne son sens des affaires et sa capacité à gagner de l'argent à subvenir à ses besoin sans avoir à dépendre d'une aide financière. Autour des années 1890 et 1900, Gossauer utilise un appareil photo de type Engel-Feitknecht pour des reportages et de la photographie de paysage. Alfred Engel Feitknecht a été le concepteur de l'appareil photo fabriqué en Suisse ; entre 1878 et 1894 environ 6000 appareils sont produits.
En 1892, Gossauer achète un terrain et construit une immeuble de trois étages, composé d'espaces commerciaux et résidentiels. À l'étage supérieur, elle établit un studio de photographie moderne avec un toit en verre. Une grande enseigne en lettres majuscules portait le nom de son entreprise : « Photographie A. Gossauer, ».

## Mort et postérité
Jean Kölla, son fils, apprend de sa mère l'art photographique, tout comme sa fille Alwina (1862-1946). Cette dernière, restée célibataire, a dirigé l'entreprise sous le nom de sa mère jusqu'aux années 1920. Son fils Albert n'a pas de formation de photographe, mais il travaille tout de même avec son frère Jean plus tardivement. La plus jeune de ses filles, Caroline, a épousé le photographe Karl Stalder ; en 1920, ils reprennent l'entreprise à Rapperswil sous le nom de K. Stalder-Kölla, et ce jusque dans les années 1940,,.

## Expositions
- 2015 Stadtmuseum Rapperswil-Jona: Der Zeit voraus – Drei Frauen auf eigenen Wegen: Marianne Ehrmann-Brentano Schriftstellerin und Journalistin (1755-1795); Alwina Gossauer Fotografin und Geschäftsfrau (1841-1926); Martha Burkhardt Globetrotterin und Malerin (1874-1956)[9],[10],[11].